# Pädagogische Hochschule Bern
Die Pädagogische Hochschule PHBern (engl.: Bern University of Teacher Education) ist die Ausbildungsstätte für Lehrer im Schweizer Kanton Bern. Sie ist seit dem 1. September 2005 operativ tätig und entstand durch die Zusammenlegung verschiedener Institutionen der Aus- und Weiterbildung von Lehrpersonen. Neben Aus- und Weiterbildung betreibt die PHBern Forschung und Entwicklung sowie Medienbildung und bietet Dienstleistungen an. Mit rund 3200 Studierenden (Stand 2024) ist die PHBern eine der grossen Pädagogischen Hochschule der Schweiz.

## Ausbildung
Die PHBern bildet Lehrpersonen für alle Stufen der Volksschule sowie für die Sekundarstufe II aus. Zum Angebot gehört zudem ein Studiengang für Schulische Heilpädagogik. Die Diplome der PHBern sind von der Konferenz der kantonalen Erziehungsdirektorinnen und -direktoren (EDK) anerkannt und damit schweizweit gültig.

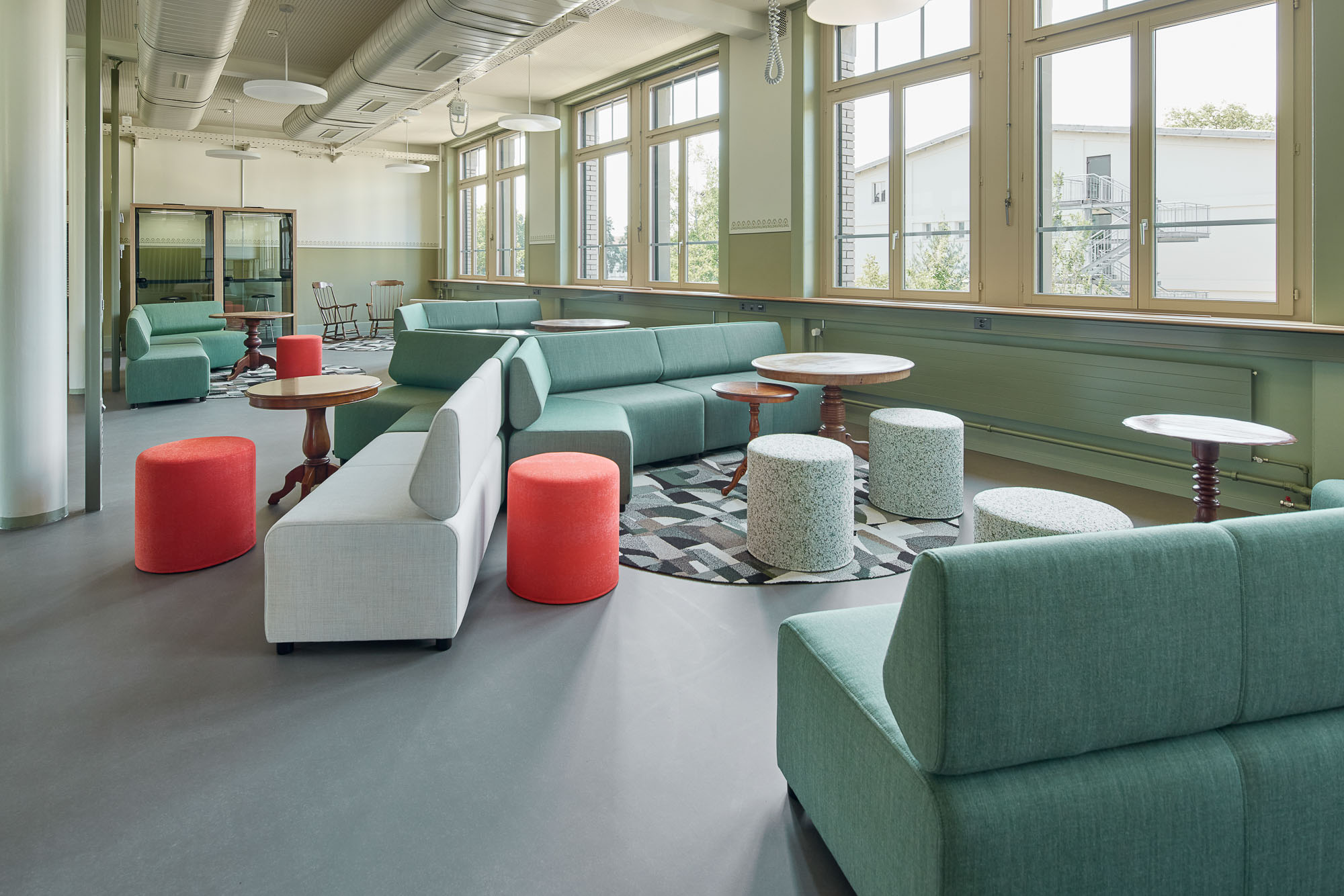
Blick in den neuen Lern- und Lehrort Fab2 auf dem Areal des Hochschulzentrums vonRoll.

Je nach Studiengang gelten unterschiedliche Zulassungsvoraussetzungen. Die PHBern führt Vorbereitungskurse bzw. Aufnahmeprüfungen durch, um Personen ohne gymnasiale Maturität an ein Studium heranzuführen.
In Kooperation mit anderen Hochschulen bietet die PHBern auch drei Masterstudiengänge in Fachdidaktik an:
- Joint Master Fachdidaktik Sport
- Master Fachdidaktik Natur, Mensch, Gesellschaft und Nachhaltige Entwicklung (NMG + NE)
- Master Fachdidaktik Textiles und Technisches Gestalten – Design (TTG – D)

## Forschung an der Pädagogischen Hochschule PHBern
Zu den zentralen Aufgaben der PHBern zählen weiter Forschung, Entwicklung und Evaluation. Ziel ist die Verknüpfung von Forschung, Lehre und Schulpraxis. Die Ergebnisse der Forschungs-, Entwicklungs- und Evaluationsprojekte unterstützen die Schul- und Unterrichtspraxis und helfen mit, die Aus- und Weiterbildung von Lehrpersonen zu verbessern.
Die Forschungs- und Entwicklungsprojekte werden mit Geldern der PHBern oder über Drittmittel finanziert. Darüber hinaus führt die PHBern Auftragsforschung und Evaluationen für Dritte durch. Forschungsergebnisse werden der Öffentlichkeit sowie der Berufspraxis durch verschiedene Veranstaltungsformate und Publikationen zugänglich gemacht.

## Aufbau und Organisation
Die finanzielle Trägerschaft der Pädagogischen Hochschule PHBern obliegt dem Kanton Bern. Strategisch und operativ ist sie jedoch eigenständig. Der Kanton gibt Umfang und Form des Angebots vor. Zum Grundauftrag der PHBern gehören neben der Ausbildung von Lehrpersonen die Bereiche Forschung und Entwicklung, Weiterbildung und Dienstleistungen sowie Medienbildung.
Strategisches Führungsorgan der PHBern ist der Schulrat. Der Rektor ist für die Umsetzung der Strategie sowie für den operativen Betrieb der PHBern verantwortlich.
Die PHBern besteht aus den folgenden Organisationseinheiten:
- Institut Primarstufe (IPS)
- Institut Sekundarstufe I (IS1)
- Institut Sekundarstufe II (IS2)
- Institut für Heilpädagogik (IHP)
- Institut für Weiterbildung und Dienstleistungen (IWD)
- Institut für Forschung, Entwicklung und Evaluation (IFE)
- Services
- Rektorat

## Standorte

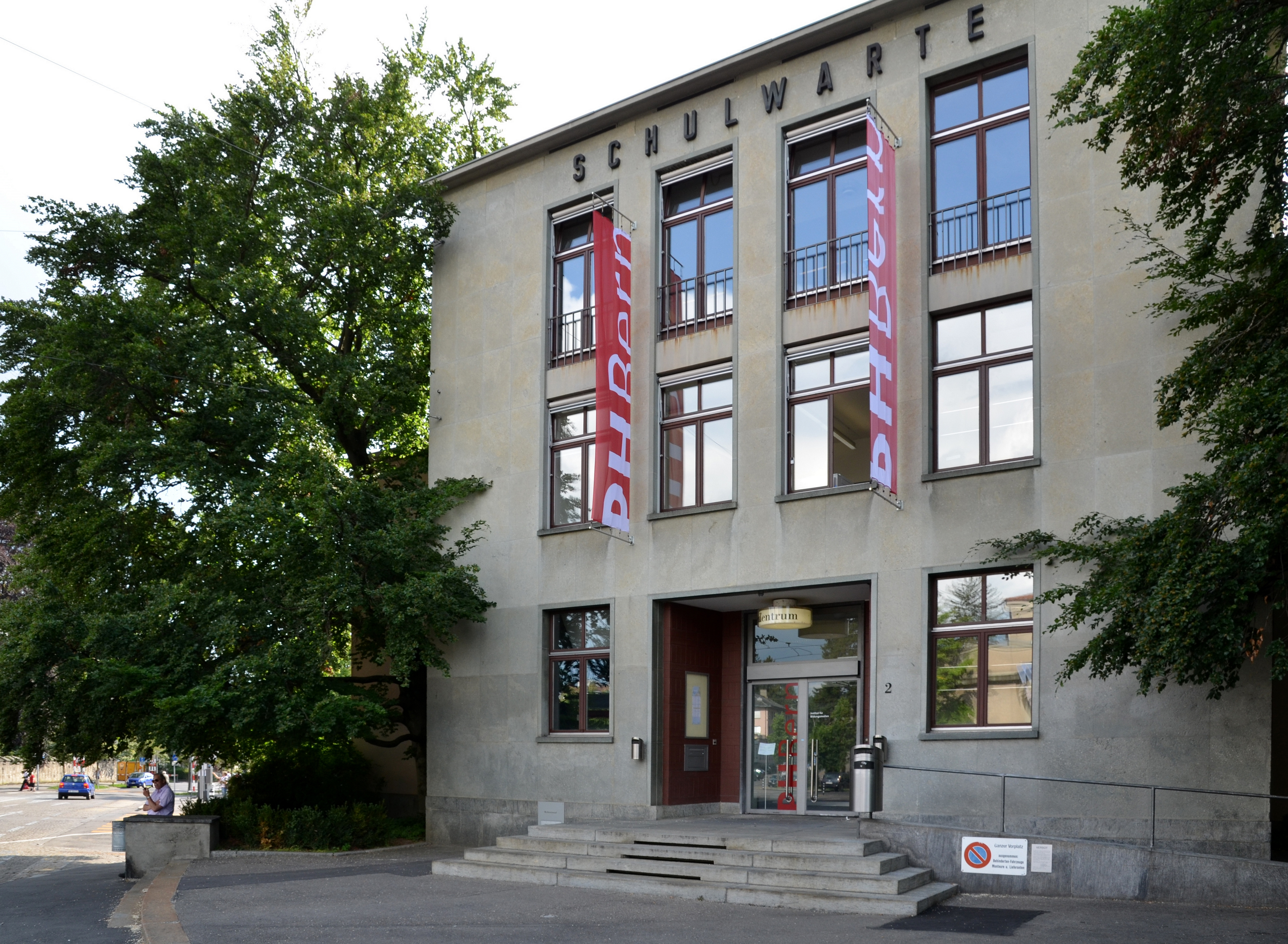
Die Mediothek der PHBern am Helvetiaplatz 2

Die PHBern hat in der Stadt Bern vier Standorte.
Auf dem Areal des Hochschulzentrums vonRoll im Länggassquartier befinden sich alle Institute für die Grundausbildungen sowie das Institut für Forschung, Entwicklung und Evaluation.
Am Helvetiaplatz ist der Sitz der Mediothek. Weiterbildungen finden an der Weltistrasse im Berner Ostring statt. Das Rektorat trägt die Adresse Länggassstrasse 35.

## Vision und Strategie
Die Vision der PHBern für den Zeitraum 2018 bis 2025 lautet:

„Die PHBern prägt die Schule der Zukunft: innovativ, vernetzt und agil.“

In der aktuellen Strategieperiode stehen fünf Themen im Fokus:
- Die PHBern nutzt die Chancen der Digitalisierung proaktiv.
- Die PHBern zeichnet sich aus durch ihre Expertise zu Heterogenität und Inklusion als Querschnittsthema.
- Die PHBern ermöglicht Studierenden und Weiterbildungsteilnehmenden, Ziele individualisiert und flexibilisiert zu erreichen.
- Die PHBern fördert mit ihrer exzellenten Forschung die Qualität von Schule und Unterricht.
- Die PHBern profiliert sich in allen Fachdidaktiken durch Interdisziplinarität.